# 沙坝白环蛇
沙坝白环蛇（学名：Lycodon chapaensis），一种分布于越南北部及中国云南省等地区的爬行动物，隶属于游蛇科白環蛇屬。本种原为白链蛇（Lycodon septentrionalis）沙坝亚种，2021年研究人员研究结合形态学和分子生物学证据，将其提升至种级，同时将2019年于越南北部描述的南东白环蛇（L. namdongensis）定为沙坝白环蛇的次定同物异名。

## 鉴别特征
沙坝白环蛇体型大，总长（ToL）691-1114毫米；尾部中等长度，尾长占总长的比为17.1%-20.5%；背鳞17-17-15行，除前部几行脊鳞微弱起棱外，大部分光滑；腹鳞200-225枚；尾下鳞74-84枚；肛鳞完整；颊鳞短，不入眶；上唇鳞7或8枚，2-3-3,3-2-3，或2-2-3；下唇鳞8-10，前部4或5枚与前颔片相接；眶前鳞单枚，与眶上鳞和前额鳞相接；眶后鳞2枚；颞鳞2+2或3+3；侧顶骨扩大，单个；上颌齿11或12，被3条齿间隙分成不同的4组（3-1-1-6或5-1-1-5），第4和第5组上颌齿最大，约为第一组的2.5倍；半阴茎单个，顶端不分叉，远端有中等大小的刺，顶端裸露；背部深黑色或深靛蓝，有23-37条白色横纹，尾部有11-16条；横纹边缘边缘清晰，无锯齿或仅有轻微锯齿，背侧鳞片比腹外侧片更宽；腹面白色，带有黑色横带或不规则斑点。

## 保护
本种于2023年被收录入《有重要生态、科学、社会价值的陆生野生动物名录》。